# Themar
Themar é uma cidade da Alemanha localizada no distrito de Hildburghausen, estado da Turíngia. Themar é a sede do verwaltungsgemeinschaft de Feldstein, porém não é membro.

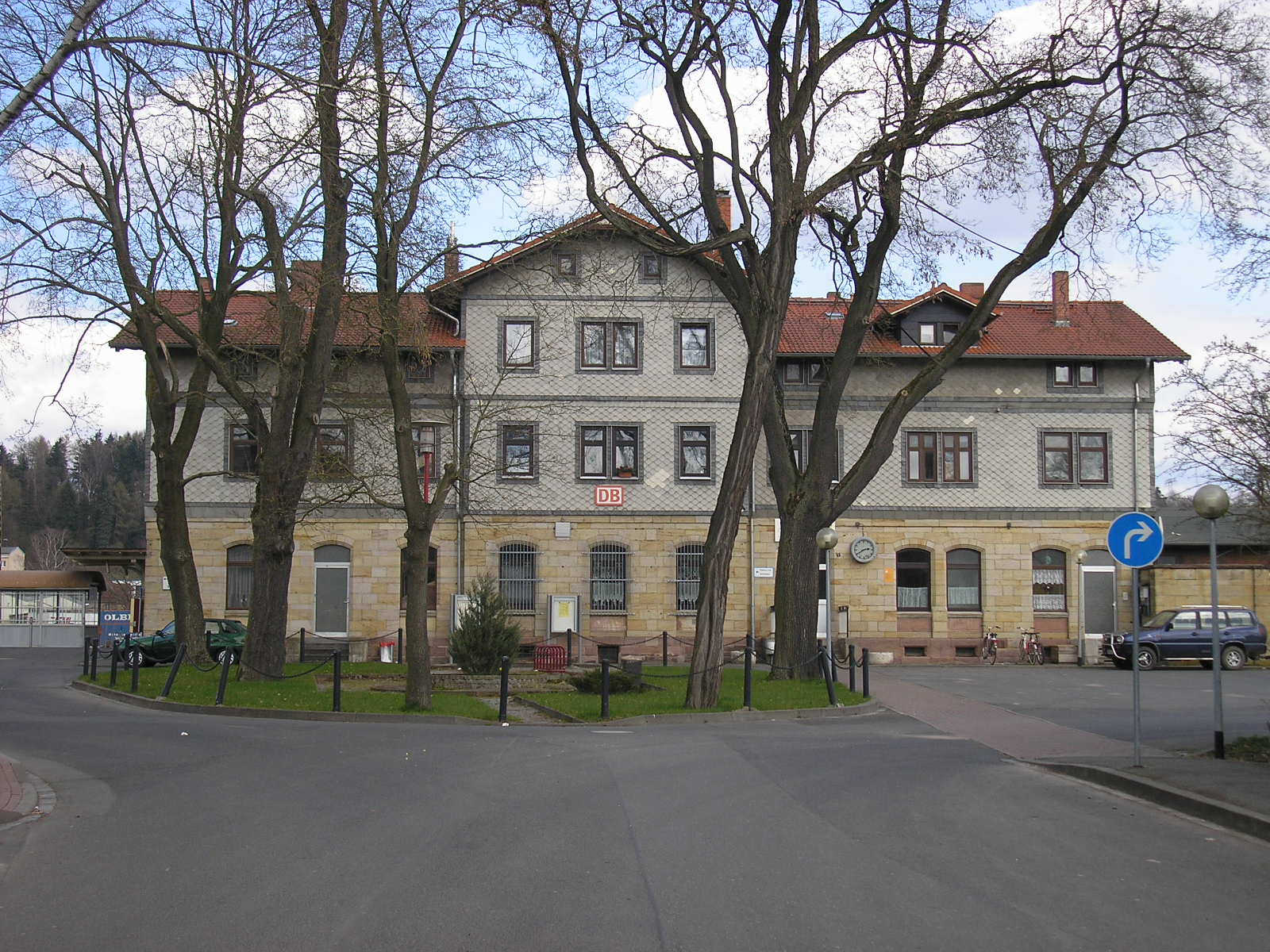
Estação de trem